# 曹锟旧居 (进步道)
曹锟旧居是中华民国初年直系军阀的首领、第六任中华民国大总统、国民政府陆军一级上将曹锟下野后在天津的旧居，该建筑始建于1920年代，坐落于当时的天津意租界的埃马诺卡洛托道（Via Ermanno Carlotto）（今河北区进步道102号－1号、2号），目前是重点保护等级历史风貌建筑。现为渤海商品交易所办公楼。

## 建筑
曹锟旧居原由五栋建筑组成，临进步道的甲楼为主体建筑，高坡楼顶，入口处由三连圆拱券与爱奥尼克式廊柱构成，立面墙饰讲究。

## 图片

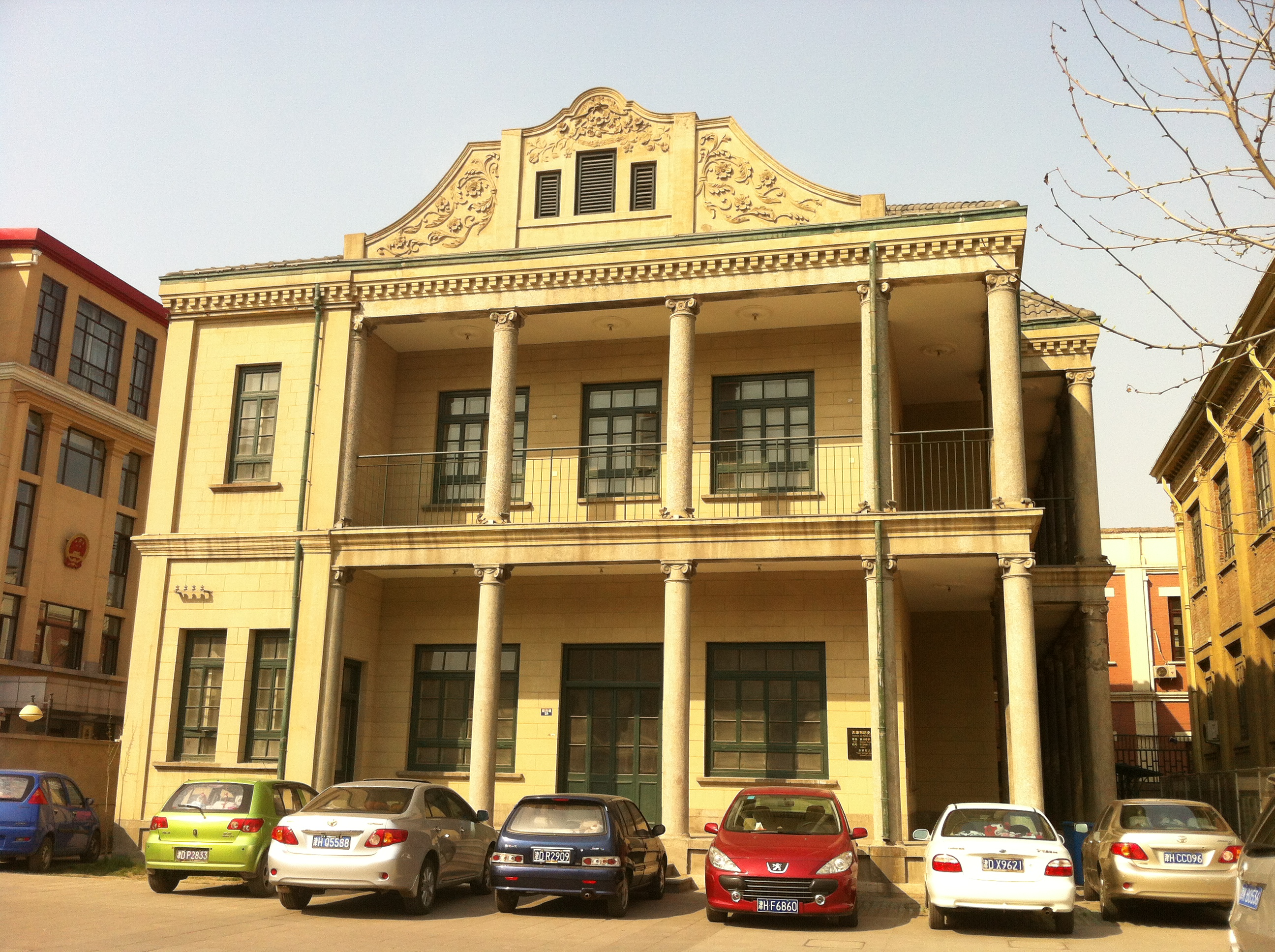
曹锟旧居2号楼

## 内部链接
- 曹锟旧居 (洛阳道)
- 曹锟旧居 (南海路永健里1号)